# Rush (Computerspiel)
Ein Rush (von engl. stürmen) bezeichnet im Computerspieler-Jargon die Strategie eines frühen, massiven Angriffes, mit dem Ziel, den unvorbereiteten Gegner zu überrennen.

## Echtzeit-Strategiespiele
Bei einem gewöhnlichen Rush in Echtzeit-Strategiespielen probiert ein Spieler einen Angriff in der Anfangsphase des Spiels mit billigen oder schnell zu bauenden Militäreinheiten. Diese Strategie kann bei einem Fehlschlag zu Nachteilen im nachfolgenden Spielverlauf führen, bei Erfolg allerdings die gegnerische Wirtschaft und/oder Verteidigung spielentscheidend schwächen, oder sogar zu seiner unmittelbaren Niederlage führen.
Ein populäres Beispiel aus dem Echtzeit-Strategiespiel-Genre dafür ist der sogenannte Zerg rush oder auch Zergling rush aus StarCraft (1998), bei dem ein Zergspieler sehr früh im Spiel auf Massen an Zerglinge setzt, der billigsten, frühesten, sowie am schnellsten zu produzierenden Militäreinheit die ihm zur Verfügung steht, und mit diesen den Gegner zu überrennen versucht.
Auch gibt es innerhalb der Echtzeit-Strategiespiele spezifische Rushes:

### Tank rush
Ein Tank rush (zu Deutsch etwa „Panzersturm“, aus dem engl. tank für Panzer) bezeichnet in Echtzeit-Strategiespielen einen besonders frühzeitigen Angriff mit Panzern, um den gegnerischen Spieler zu überraschen und zu überwältigen.
Dies ist in der Regel mit höheren Produktionskosten und längerer Produktionszeit verbunden als es beispielsweise bei Infanterieeinheiten der Fall wäre, dafür kann aber ein schlagkräftiger Panzerverband der zu Beginn einer Spielpartie ins Feld geschickt wird, das Aus des Gegners bedeuten, da er zumeist keine ausreichenden Gegenmaßnahmen mehr ergreifen kann.
Der Begriff kam mit dem Computerspiel Command & Conquer: Alarmstufe Rot (1996) auf, da es die vorherrschende Strategie der Sowjetspieler war.

### Tech rush
Beim Tech rush (tech, engl. Kurzform für technology = Technologie) wird bei Echtzeit-Strategiespielen mit erforschbarer Technologie (siehe Technologiebaum) sowohl die Offensive als auch die Defensive stark vernachlässigt, um möglichst schnell entscheidende technologische Vorteile zu erhalten. Zwar ist der Tech rush anfällig gegenüber dem Rush, bringt aber im späteren Spielverlauf bei Erfolg spielentscheidende Vorteile. So kann der Gegner nach dem umgekehrten Prinzip Klasse statt Masse mit fortschrittlicheren und deutlich stärkeren Einheiten besiegt werden.
Ein frühes Beispiel dafür ist der sogenannte Chariot rush aus dem rundenbasierten Strategiespiel Civilization (1991), bei dem der Spieler gezielt das Rad erforscht, um schlagkräftige Streitwagen (engl. Chariot) bauen zu können, um dann rückständige Völker sehr früh im Spiel zu vernichten.

### Proxy rush
Der Proxy rush ist eine Strategie, bei der frühzeitig ein militärisches Produktionsgebäude in der Nähe oder sogar in (ein sogenannter Inbase-Proxy) der gegnerischen Basis gebaut wird. Das Ziel ist es, so den Weg der eigenen Einheiten zum Gegner zu verkürzen und eine noch größere Masse als beim normalen Rush zu erhalten. Bekannt ist dieser Rush vor allem in StarCraft II (2010). Beliebt ist die sogenannte Two-Rax, bei der ein Terraner-Spieler zwei Kasernen in der Nähe des Gegners baut und schnell viele billige Einheiten produziert, in der Regel in Kombination mit Bunkern. Der Proxy rush kann mit dem Tech rush kombiniert werden. In StarCraft II werden in diesem Fall vor allem Proxy Tempests angeführt. Ein Tempest ist ein teures Raumschiff, das sich durch eine hohe Reichweite auszeichnet. Die Schiffe werden so platziert, dass sie gleichzeitig die gegnerische Basis angreifen können und das eigene Raumportal (die Produktionsstätte in diesem Fall) beschützen und dabei möglichst wenig Schaden erleiden.
In Command & Conquer: Der Tiberiumkonflikt (1995) können in die gegnerische Basis eingeschleuste sogenannte „Invasoren“ gegnerische Produktionsstätten erobern, mit deren Truppentypen nun von innen her die Basis angegriffen werden kann. Diese Strategie ist jedoch ähnlich wie der Tech rush sehr riskant.

## Computer-Rollenspiele
In Computer-Rollenspielen, insbesondere in MMORPGs und Action-Rollenspielen, wird rushen oft auch als Hochleveln von schwächeren Spielercharakteren durch levelhöhere Spieler durch Instanzen, Quests, Level usw. bezeichnet (einen Charakter auf ein bestimmtes Level „rushen“).

## Shooter
In Mehrspielermodi von Ego-Shootern und Taktik-Shootern nennt man das schnelle, massive Vorrücken aller Spieler eines Teams innerhalb eines bestimmten Punktes auf der Karte ohne Rücksicht auf Verluste einen Rush. Ziel dabei ist es Schlüsselpositionen auf der Karte mittels zahlenmäßiger Überlegenheit zu erlangen und diese vor dem Eintreffen gegnerischer Verstärkung zu behaupten.
Das Gegenteil vom Rush in Shootern ist das sogenannte Camping, bei dem man wie ein Heckenschütze an einem Ort verharrt, um die Spielfiguren vorbeikommender gegnerischer Mitspieler zu töten.
Rushes werden in Shootern von Spielern gemeinhin als „ehrenhafte“ Spielweise angesehen, wohingegen Camping zumeist verpönt ist.

## Belege
- James Paul Gee: Good video games + good learning: Collected essays on video games, Learning and Literacy S. 75ff. ISBN 978-0-8204-9734-1
- Ernest Adams: Fundamentals of Game Design S. 327 (Tank Rush) ISBN 978-0-321-64337-7
- Proxy - Liquipedia - The StarCraft II Encyclopedia (Proxy Rush) (englisch)